# Antonio Porchia
Antonio Porchia, né le 13 novembre 1885 ou le 25 novembre 1886 à Conflenti (Calabre) en Italie, mort le 6 ou le 9 novembre 1968 à Buenos Aires en Argentine, est un poète argentin, auteur d'un unique recueil d'aphorismes, intitulé Voces (« Voix »).

## Biographie
La vie d'Antonio Porchia reste mal connue. Le poète, qui s'est toujours exprimé avec concision, est resté discret sur les événements qui ont marqué son existence. C'est par le biais des écrivains attachés à la traduction de son œuvre que certains détails de son enfance et de sa vie adulte ont pu être obtenus. Certains de ses amis ont ainsi témoigné sur ses années de maturité, principalement l'écrivain Roberto Juarroz.
Antonio Porchia est né en Italie, le 13 novembre 1885, à Conflenti dans la région de Calabre. Le milieu dans lequel il passe son enfance est plus que modeste. Son père aurait été un prêtre ayant renoncé à sa vocation. La famille du poète déménage souvent d'une ville à l'autre. Antonio est l'aîné de sept enfants. Il commence à travailler à l'âge de quatorze ans. Deux ans après la mort de leur père, en 1911, ils partent tous pour l'Argentine.
Porchia s'établit comme typographe, ouvrant un atelier avec l'un de ses frères. C'est ainsi qu'est publiée la première édition de Voix, en 1943. Une seconde édition, augmentée, paraît encore sous sa direction en 1947.
Le poète ne s'est jamais marié. Le succès rencontré par son ouvrage, s'il le met en relation avec certains écrivains étrangers, ne l'amène pas à quitter l'Argentine, même pour des conférences. Il vécut toujours dans un certain dénuement, dans la banlieue de Buenos Aires.
Porchia meurt le 9 novembre 1968. Quelque temps auparavant, il avait enregistré certains de ses aphorismes pour une station de radio locale, qui les diffusa en fin de soirée, à raison d'un poème chaque soir.

## Voces: un livre unique à tous égards
Porchia est l'homme d'un seul ouvrage, écrit en espagnol, intitulé Voces (« Voix »). Dans l'édition courante, le livre est composé de près de trois cents aphorismes, très brefs.
Un exemplaire de la première édition est envoyé à Roger Caillois, exilé en Argentine depuis le début de la Seconde Guerre mondiale. Ne connaissant pas l'auteur, Caillois l'imagine comme un lettré, sinon un philosophe, familier d'Héraclite, de Lao-Tseu et de Kafka. Il témoignera par la suite de sa surprise en rencontrant un homme parfaitement étranger au monde de la littérature, exprimant une pensée absolument originale.
La traduction française des Voix, en 1949, est suivie de nombreuses autres traductions dans le monde entier, dont celle de W. S. Merwin en anglais. À la mort du poète, une soixantaine d'éditions étaient diffusées en langue espagnole. La dernière édition revue par son auteur date de 1966.
Certains aphorismes ont été supprimés, ou remplacés par leur auteur afin d'exprimer le mieux possible une même pensée. Selon Porchia, les Voix ne constituent pas des objets littéraires, mais « l'émanation de choses observées ou pensées, notées sur le vif ».
Auteur d'un unique recueil, Antonio Porchia n'en est pas moins devenu un poète de référence pour un grand nombre d'auteurs importants dans la littérature contemporaine, parmi lesquels André Breton, Jorge Luis Borges et Henry Miller. De nombreux critiques ont rapproché son travail du haïku japonais, observant certaines similitudes avec la pensée de l'école zen.

## Quelques citations deVoces
- « Antes de recorrer mi camino yo era mi camino.

(Avant d'aller mon chemin, j'étais mon chemin.) »
- « El niño muestra su juguete, el hombre lo esconde.

(L'enfant montre son jouet, l'homme cache le sien.) »
- « Un corazón grande se llena con muy poco.

(Un grand cœur se remplit avec bien peu.) »
- « Vemos por algo que nos illumina, por algo que no vemos.

(Nous voyons grâce à quelque chose qui nous illumine, que nous ne voyons pas.) »
- « Las cadenas que más nos encadenan son las cadenas que hemos roto.

(Les chaînes qui nous retiennent le mieux sont celles que nous avons brisées.) »
- « El hombre no va a ninguna parte. Todo viene al hombre, como el mañana.

(L'homme ne va nulle part. Tout vient à l'homme, comme le lendemain.) »
- « Se puede no deber nada devolviendo la luz al sol.

(Tu peux ne rien devoir à personne si tu rends sa lumière au soleil.) »